# Séraphine (film)
Pour les articles homonymes, voir Séraphine.
Pour plus de détails, voir Fiche technique et Distribution.
Séraphine est un film franco-belge de Martin Provost, sorti en 2008.
Il conte l'histoire de la peintre autodidacte Séraphine de Senlis (de son vrai nom Séraphine Louis, interprétée par Yolande Moreau), de 1912, année de sa rencontre avec le collectionneur Wilhelm Uhde, à son internement à l'asile psychiatrique, en 1932.

## Synopsis
En 1912, le collectionneur allemand Wilhelm Uhde, premier acheteur de Picasso et découvreur du douanier Rousseau, loue un appartement à Senlis pour écrire et se reposer de sa vie parisienne. Il prend à son service une femme de ménage, Séraphine, 48 ans. Quelque temps plus tard, il remarque chez des notables locaux une petite peinture réalisée sur bois. Sa stupéfaction est grande d'apprendre que l'auteur n'est autre que Séraphine. S'instaure alors une relation poignante et inattendue entre le marchand d'art d'avant-garde et la femme de ménage visionnaire.

## Fiche technique
Sauf indication contraire, les informations mentionnées dans cette section peuvent être confirmées par la base de données cinématographiques IMDb,  présente dans la section « Liens externes ».
- Titre original : Séraphine
- Réalisation : Martin Provost
- Scénario : Martin Provost et Marc Abdelnour
- Musique : Michael Galasso
- Décors : Thierry François
- Costumes : Madeline Fontaine
- Photographie : Laurent Brunet
- Son : Philippe Vandendriessche, Emmanuel Croset, Laure Arto
- Montage : Ludo Troch
- Production : Miléna Poylo et Gilles Sacuto
  - Production associée :
  - Coproduction : Olivier Rausin
  - Assistante de production : Virginie Breydel de Groeninghe
- Sociétés de production[2] : 
  - France : présenté par TS Productions, en coproduction avec France 3 Cinéma, avec la participation de Canal+, CinéCinéma, TV5 Monde et le CNC, en association avec Soficinéma 3, SOFICA et 
La Banque Postale Image, avec le soutien de la Procirep,
  - Belgique : en coproduction avec Climax Films et la RTBF
- Sociétés de distribution[3] : Diaphana Films (France) ; Cinéart (Belgique) ; Les Films Séville (Québec) ; Xenix Filmdistribution (Suisse romande)
- Budget : 3 622 419 €[4]
- Pays de production :  France,  Belgique
- Langues originales : français, allemand, latin
- Format[5] : couleur - 35 mm - 1,85:1 (Panavision) - son DTS | Dolby Digital
- Genre : biopic, drame
- Durée : 125 minutes
- Dates de sortie[6] :
  - France : 28 août 2008 (Festival du film francophone d'Angoulême) ; 1er octobre 2008 (sortie nationale)
  - Belgique : 10 octobre 2008 (Festival du film de Gand) ; 22 octobre 2008 (sortie nationale)[7]
  - Québec : 12 décembre 2008[8]
  - Suisse romande : 28 janvier 2009[9]
- Classification[10] :
  - France : tous publics[11]
  - Belgique : tous publics (Alle Leeftijden)[7]
  - Québec : tous publics - déconseillé aux jeunes enfants (G - General Rating)[8]
  - Suisse romande : interdit aux moins de 10 ans[12]

## Distribution
- Yolande Moreau : Séraphine Louis, dite Séraphine de Senlis, une pauvre femme de ménage de Senlis qui est aussi une artiste-peintre autodidacte de génie
- Ulrich Tukur : Wilhelm Uhde, le collectionneur allemand qui révèle Séraphine
- Anne Bennent : Anne Marie, la sœur de Wilhelm
- Geneviève Mnich : Madame Duphot, chez qui Wilhelm est locataire
- Nico Rogner : Helmut Kolle, le jeune peintre ami de Wilhelm
- Adélaïde Leroux : Minouche, la jeune voisine amie de Séraphine
- Serge Larivière : Duval, chez qui Séraphine fait ses achats
- Françoise Lebrun : la Mère Supérieure
- Corentin Lobet : L'interne
- Léna Bréban : Sœur Marguerite
- Frédéric Révérend : l'invité du dîner
- Francis Lacloche : le notaire
- Michel Sailly : le livreur
- Marie Noëlle Révérend : la vieille dame du dîner
- Alexandre Révérend : l'ami de Wilhelm qui chante avec lui au piano La Femme aux bijoux.

## Musique
Outre la musique originale composée par Michael Galasso, le film utilise les musiques préexistantes suivantes :
- Consonant laudes ! de Louis Rousseau
- La Femme aux bijoux de Louis Bénech et Ernest Dumont
- Le Tantum ergo grégorien
- Jesu, meine Freude, choral luthérien rendu ultra célèbre par l'utilisation qu'en avait fait Jean-Sébastien Bach
- Aveu, extrait du Carnaval de Robert Schumann
- Musique non mentionnée dans le générique : le Veni Creator Spiritus grégorien (Raban Maur)

## Accueil

### Accueil critique
Sur l'agrégateur américain Rotten Tomatoes, le film récolte 88 % d'opinions favorables pour 95 critiques. Sur Metacritic, il obtient une note moyenne de 84⁄100 pour 22 critiques.
En France, le site Allociné propose une note moyenne de 3,6⁄5 à partir de l'interprétation de critiques provenant de 23 titres de presse.

### Controverse
Le film s'appuie principalement sur la biographie d'Alain Vircondelet, intitulée Séraphine de Senlis (1983). Il s'inspire également des ouvrages de Wilhelm Uhde et Jean-Pierre Foucher (1920-1990), publiés respectivement en 1949 et 1968.
Le 26 novembre 2010, le producteur et le scénariste du film sont condamnés pour plagiat par le tribunal de grande instance de Paris. Dans son jugement, le tribunal relève « neuf cas précis pour lesquels, outre la reprise d’éléments biographiques inventés par Vircondelet, on note une similitude dans la formulation employée, parfois au mot près, ce qui permet d’exclure la simple réminiscence derrière laquelle se retranchent les défendeurs. ».

## Distinctions
Entre 2008 et 2010, Séraphine a été sélectionné 37 fois dans diverses catégories et a remporté 22 récompenses,.

### Récompenses
- Festival du film francophone d'Angoulême 2008 : Valois de la meilleure actrice pour Yolande Moreau[17].
- Festival international du film du Caire 2008 : Prix de la meilleure actrice pour Yolande Moreau.
- Association des critiques de cinéma de Los Angeles 2009 : Prix LAFCA de la meilleure actrice pour Yolande Moreau.
- Cercle des critiques de cinéma de Dublin 2009 : Prix DFCC de la meilleure actrice pour Yolande Moreau.
- Cercle féminin des critiques de cinéma 2009 : Prix WFCC du meilleur film étranger réalisé par une femme ou à propos des femmes.
- César 2009 :
  - César du meilleur film pour Martin Provost, Gilles Sacuto et Miléna Poylo,
  - César de la meilleure actrice pour Yolande Moreau,
  - César du meilleur scénario original pour Marc Abdelnour et Martin Provost
  - César des meilleurs costumes pour Madeline Fontaine,
  - César de la meilleure photographie pour Laurent Brunet,
  - César de la meilleure musique écrite pour un film pour Michael Galasso,
  - César des meilleurs décors pour Thierry François.
- Etoiles d'Or de la Presse du Cinéma Français 2009 : Étoile d’or du premier rôle féminin français pour Yolande Moreau[17].
- Festival du film COLCOA 2009 : Prix de la Critique - Mention Spéciale pour Yolande Moreau[17].
- Festival du film de Newport Beach 2009 : 
  - Prix du Jury du meilleur film pour Martin Provost,
  - Prix du Jury du meilleur réalisateur pour Martin Provost,
  - Prix du Jury du meilleur acteur pour Ulrich Tukur,
  - Prix du Jury de la meilleure actrice pour Yolande Moreau,
  - Prix du Jury du meilleur scénario pour Martin Provost.
- Festival international du film de Scottsdale (Scottsdale International Film Festival) 2009 : Prix du public pour Martin Provost.
- Lumières de la presse étrangère 2009 : Lumière de la meilleure actrice pour Yolande Moreau.
- Société nationale des critiques de cinéma 2010 : Prix NSFC de la meilleure actrice pour Yolande Moreau.

### Nominations
- Festival du film de Gand 2008 : Meilleur film.
- Prix Louis-Delluc 2008 : nomination au Prix Louis Delluc pour Martin Provost[17].
- César 2009 :
  - Meilleure réalisation pour Martin Provost,
  - Meilleur son pour Philippe Vandendriessche, Emmanuel Croset et Ingrid Ralet.
- Globes de cristal 2009 : Meilleure actrice pour Yolande Moreau.
- Lumières de la presse étrangère 2009[17] :
  - Lumière du meilleur film pour Martin Provost,
  - Lumière de la meilleure mise en scène pour Martin Provost,
  - Lumière du meilleur scénario pour Marc Abdelnour et Martin Provost.
- Prix du cinéma européen 2009 : Meilleure actrice pour Yolande Moreau.
- Prix Jacques-Prévert du scénario 2009 : Meilleur scénario original pour Marc Abdelnour et Martin Provost.
- Sondage de l'hebdomadaire The Village Voice 2009 : Meilleure actrice pour Yolande Moreau.
- Prix Chlotrudis 2010 : Meilleure actrice pour Yolande Moreau.

### Sélections
- Festival du Film COLCOA 2009 : Compétition Cinéma[17].
- Festival Télérama 2009 : Sélection Télérama[17].
- Festival 2 cinéma de Valenciennes 2011 : Rétrospective pour Martin Provost[17].